# Casa Museo la Barbera dels Aragonés
La Casa Museo La Barbera dels Aragonés de Villajoyosa (Alicante, Comunidad Valenciana, España) perteneció a la familia Aragonés, terratenientes que ejercieron importantes cargos políticos y militares desde la Baja Edad Media hasta el siglo XIX. Según los libros de armas, el caballero templario Juan Aragonés llegó con Jaime I de Aragón en el siglo XIII, motivo por el que el escudo familiar es la cruz del Temple, que se puede encontrar en diferentes objetos de la casa. Al extinguirse la familia en 1992, la Barbera (como se la conoce popularmente) pasó a propiedad municipal. El edificio contiene una importante colección de grafiti, vestidos, vajillas, mobiliario y objetos cotidianos y decorativos de los siglos XVII a XX, gran parte de ellos expuesta y el resto conservada en los almacenes Vilamuseu, la Red de Museos y Monumentos de Villajoyosa.
El edificio se construyó a finales del siglo XVI y sufrió una importante reforma a mediados del siglo XVIII, cuando se le añade la crujía delantera.
En el interior, la planta baja se destinaba al servicio y a despacho de asuntos relacionados con la finca, y la primera planta se destinaba a segunda vivienda familiar. La arcada del segundo piso o riurau servía para el secado de la pasa, y detrás está la cambra (almacén agrícola). Este riurau es el más meridional conocido hasta la fecha, y testimonia la importancia de la elaboración de vino y pasa en la comarca hasta finales del siglo XIX.

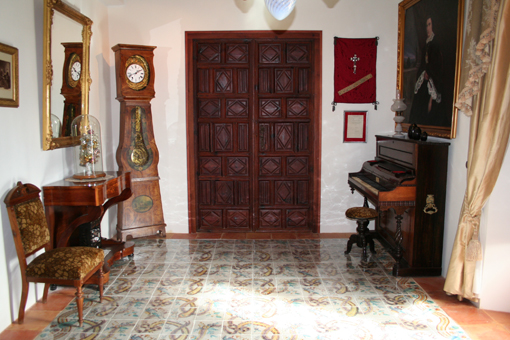
Salón del pavimento rococó de la Casa Museo la Barbera dels Aragonés (Villajoyosa)

La torreta sirvió para controlar las tierras y prevenir ataques berberiscos y de bandoleros.
Actualmente funciona como casa museo desde 2005, reconocida como museo de la Comunidad Valenciana oficialmente por la Generalitat Valenciana por resolución de 3 de septiembre de 2009 (DOGV 6125 de 19 de octubre de 2009).